# Chomelia breedlovei
Chomelia breedlovei är en måreväxtart som beskrevs av Attila L. Borhidi. Chomelia breedlovei ingår i släktet Chomelia och familjen måreväxter. Inga underarter finns listade i Catalogue of Life.